# Ritratto di dama (Correggio)

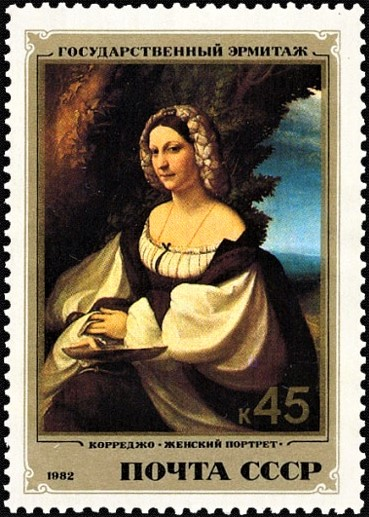
Francobollo URSS n. 5351. 1982, Hermitage, pittura italiana.

Il Ritratto di dama è un dipinto a olio su tela (103x87,5 cm) di Correggio, firmato, databile al 1520 circa e conservato nel Museo dell'Ermitage di San Pietroburgo.

## Storia
Non si conosce la storia antica del dipinto, che è al museo russo dal 1925. Dati stilistici farebbero pensare a una datazione vicina agli affreschi della Camera di San Paolo, per l'impostazione monumentale, la pienezza e la scioltezza del modellato, oltre agli artifici prospettici come la visione leggermente da sott'in su. Paragoni stretti sono con la Madonna della Scala.
Già attribuito a Lorenzo Lotto, è stato accostato anche a capolavori come La Velata di Raffaello.

## Descrizione e stile
Il Ritratto di dama è dipinto sofisticato e un ritratto enigmatico e prezioso, le cui dimensioni fanno pensare a una funzione rappresentativa, da appendere stabilmente in un salone o comunque in un ambiente monumentale a rappresentare l'effigiata. Si tratta di un ritratto femminile a mezza figura, sullo sfondo di un albero fronzuto (al cui tronco si arrampica un rametto d'edera) che lascia scoperto, sulla destra, un lontano paesaggio dominato dal blu intenso e acquoso del cielo. La protagonista è seduta di tre quarti verso sinistra, con il volto inclinato verso lo spettatore a cui rivolge uno sguardo enigmatico. In testa indossa la grande cuffia a nastri intrecciati fermata da una preziosa spilla, come era in voga nell'alta società del nord-Italia nei primi decenni del Cinquecento, visibile anche in numerosi ritratti di Lorenzo Lotto (come il Ritratto di Lucina Brembati) o di Tiziano (Ritratto di Isabella d'Este): pare che fosse stata proprio la duchessa di Mantova a lanciare tale uso. Indossa una veste scollata bianca e nera, alla spagnola, e con la mano destra regge un bacile su cui si leggono iscrizioni in greco. Alla gamba poi ha una corda annodata. Una catena d'oro pende sul petto.

### L'identificazione del soggetto
Come in molti ritratti cinquecenteschi è oggi difficile indicare con esattezza l'identità della protagonista; certo è che si tratta di un lavoro culturalmente elevato, l'unico firmato con il nome latinizzato del Correggio (“ANTON LAET(US)”) e uno dei rari dipinti italiani a contenere un'iscrizione in lingua greca che corre lungo il bordo del bacile d'argento mostrato dalla dama.

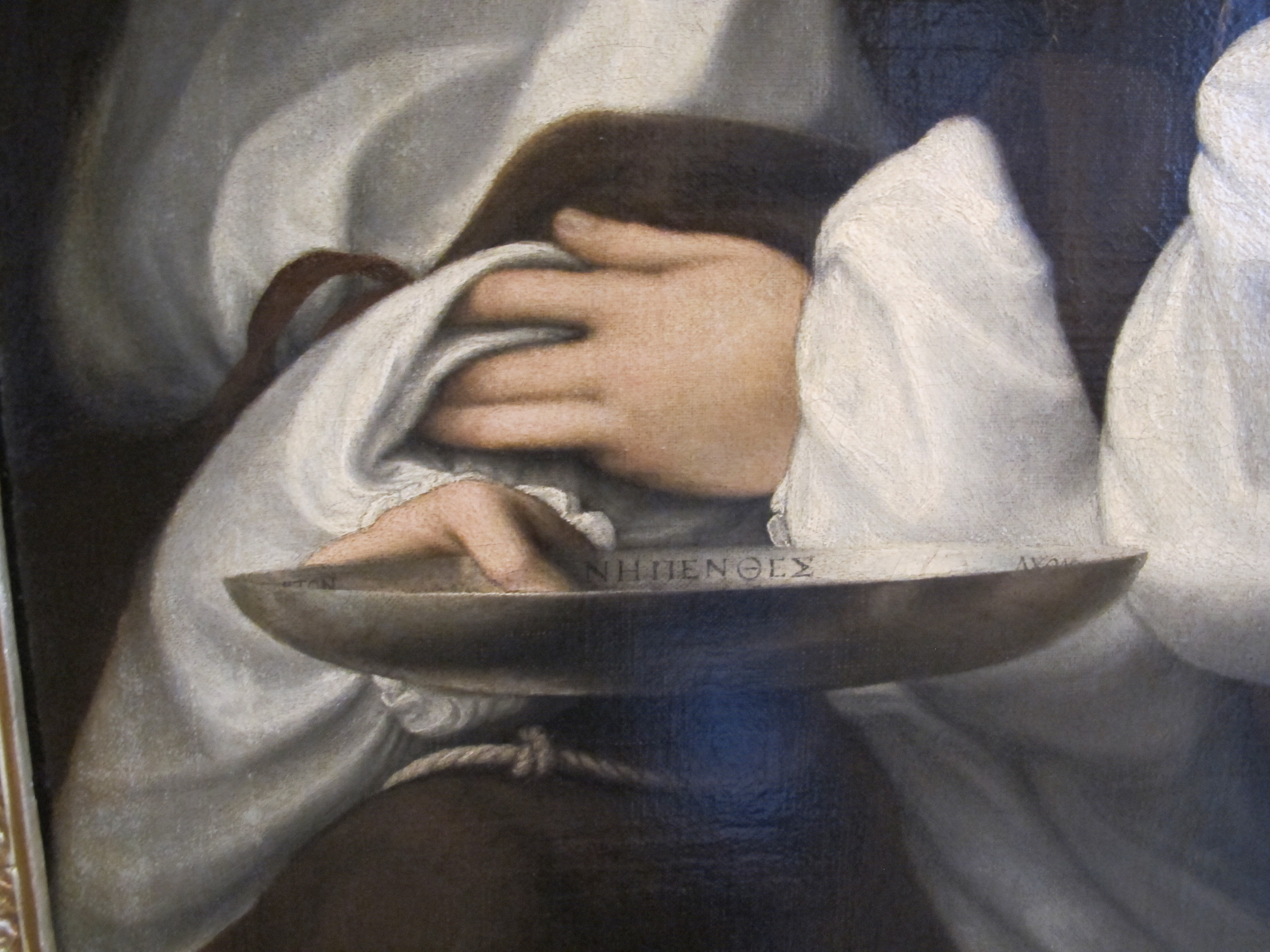
Nepenthes

Vi si legge la parola "NHΠENΘΕΣ" (nepenthes), una citazione dal IV libro dell'Odissea, quando Telemaco si reca al palazzo di Menelao e viene riconosciuto poiché piange udendo il nome di suo padre Odisseo, che credeva morto. Le parole di Menelao per consolare Telemaco, suscitano in tutti i convitati “voglia di pianto:/ piangeva Elena argiva, figlia di Zeus,/ piangeva Telemaco e l'Atride Menelao;/ nemmeno il figlio di Nestore aveva gli occhi asciutti,/ perché ricordava nel cuore il nobile Antíloco”. Per questo Elena miscela il vino con il farmaco - “nepente” - che aveva la proprietà di alleviare il dolore per la perdita di una persona cara (“il padre o la madre… un fratello o un figliolo”).
Nonostante l'abito nero della dama non denoti con certezza il lutto, l'iscrizione sul bacile rimanda inequivocabilmente a un contesto di perdita di una persona cara. Su questa base si è discusso se la dama sia da identificarsi con Veronica Gambara, che aveva perso il marito nel 1518 (Giberto VII da Correggio) e a cui alluderebbe il lauro poetico, o con Ginevra Rangoni, vedova nel 1517 di Giangaleazzo da Correggio e terziaria francescana come vorrebbe lo scapolare e il cordone di quell'ordine presenti nel ritratto. Ginevra pare avesse commissionato il dipinto per le future sue seconde nozze avvenute il 24 luglio 1519 con Aloisio Gonzaga, marchese di Castel Goffredo.
Vale però la pena notare che l'effigiata non deve necessariamente identificarsi con qualcuno che aveva subito un lutto, in quanto l'attributo del bacile d'argento che pare offrire all'osservatore, verso cui è indirizzato anche il suo sguardo ammiccante, implica una sua identificazione con Elena che offre agli ospiti il rimedio per addolcire il loro dolore. Questa potrebbe quindi essere la spiegazione del ritratto: un dono, o comunque un messaggio rivolto a qualcuno vicino all'effigiata e che aveva perso una persona cara. Anche il paesaggio con l'aurora che si vede sullo sfondo sembra alludere all'idea di superare il dolore di una perdita riecheggiando le parole di Pisistrato che nel compatire Telemaco ricordava il proprio fratello morto dicendo: “io non godo a piangere dopo la cena, ma verrà ancora/ figlia di luce l'Aurora” (IV, 194-5).